# José Antonio de la O
José Antonio de la O (Ciudad Victoria, Tamaulipas, 28 de abril de 1978) es un cantante, exactor y productor musical mexicano.
Participó en La Academia, reality show de TV Azteca (2002) como uno de los 14 integrantes de la Primera generación, obtuvo el decimoprimer lugar de la competencia de canto.

## Biografía
Nació el 28 de abril de 1978 en Ciudad Victoria, Tamaulipas, participó en el concurso de telerrealidad La Academia (2002), donde ingresa como uno de los 14 integrantes elegidos en el concurso, entre algunos como Myriam, Yahir, Nadia, Toñita y María Inés. Interpretó algunos temas como Rayando el sol de Maná, I Want It That Way de los Backstreet Boys, junto a María Inés Guerra y Mentira de La Ley, quedó en el lugar número 11 de la competencia y cuarto expulsado, realiza 2 intentos para regresar, junto a sus excompañeros eliminados, en los cuales, en ninguno regresó. En este, como generación recibió un disco de diamante por el estatus de más de un millón y medio de copias vendidas de los discos del programa de canto. Luego de su participación, firma con la disquera EMI Music y lanza su primera producción discográfica Mi historia entre tus dedos, (Mi historia en La academia), recopilatorio de sus canciones interpretadas en el concurso, con 10 canciones, algunas como Mi historia entre tus dedos, Mentira y Te amo. Protagoniza la telenovela juvenil Enamórate (2003), junto a Martha Higareda, Yahir y María Inés Guerra, en ese año participa en Desafío de estrellas, lanza su segundo material discográfico Camaleón (2004) en el género rock, de forma independiente, con 12 temas, producido por él mismo, aparece en la telenovela Los Sánchez.
Participa en la telenovela Top models (2005), con Mariana Ochoa y Michel Gurfi, participa en la segunda edición de Desafío de estrellas (2006), y fue eliminado, presenta el programa Xqno (2006), (Por que no), producido por Michel Gurfi. Participa en el reality Segunda oportunidad (2010), junto a Laura Caro, Wendolee, entre otros, lanza su tercer disco Niña Rock, de azahares y otras flores. Participó en la gira de Primera generación (2017), junto a algunos de los integrantes originales, con presentaciones en el Auditorio Nacional. En 2019, reelanza su material discográfico Camaleón, en todas las plataformas digitales. En 2020, lanza su cuarto discográfico llamado Dual, de estilo jazz. En los últimos años, se dedica a aprendíz de chef.

## Otros proyectos
| Año        | Título               | Personaje |
| ---------- | -------------------- | --------- |
| 2002       | La Academia          | Él mismo  |
| 2003, 2006 | Desafío de estrellas | Él mismo  |
| 2003       | Homenaje a           | Él mismo  |
| 2006       | Programa Xqno        | Él mismo  |
| 2010       | Segunda oportunidad  | Él mismo  |

| Año  | Título                 | Personaje |
| ---- | ---------------------- | --------- |
| 2003 | Enamórate              | Federico  |
| 2004 | Los Sánchez            | "Pituco"  |
| 2004 | La vida es una canción | Santiago  |
| 2005 | Top models             | José      |
| 2010 | A cada quien su santo  | César     |